# Caracha
Caracha es una localidad del estado mexicano de Michoacán. Es parte del municipio de Ziracuaretiro.

## Toponimia
El nombre «Caracha» proviene del purépecha: Carari. Su significado es «Pintor».

## Demografía
| Gráfica de evolución demográfica |
|                                  |

| Censo | Población |
| ----- | --------- |
| 1900  | 315       |
| 1910  | 268       |
| 1921  | 370       |
| 1930  | 190       |
| 1940  | 222       |
| 1950  | 273       |
| 1960  | 351       |
| 1970  | 473       |
| 1980  | 520       |
| 1990  | 790       |
| 2000  | 917       |
| 2010  | 930       |
| 2020  | 1155      |